# قلعه چنعان
قلعه چنعان، روستایی در دهستان قلعه چنعان بخش مرکزی شهرستان کارون در استان خوزستان ایران است.

## جمعیت
بر پایه سرشماری عمومی نفوس و مسکن در سال ۱۳۹۵، جمعیت این روستا برابر با ۱۰٬۷۶۴ نفر (۲٬۷۷۳ خانوار) بوده است.